# Équipe de Biélorussie de football
Cet article traite de l'équipe masculine. Pour l'équipe féminine, voir Équipe de Biélorussie féminine de football.
Maillots
L'équipe de Biélorussie de football est constituée par une sélection des meilleurs joueurs biélorusses sous l'égide de la Fédération biélorusse de football. Le stade principal est le Stade Dinamo situé dans la capitale du pays Minsk.
La Biélorussie ne s'est encore jamais qualifiée pour une phase finale de Coupe du monde de football ou pour un Championnat d'Europe.

## Histoire
Bien que le pays soit indépendant de l'Union des républiques socialistes soviétiques depuis le 25 août 1991 et que sa fédération de football soit créée depuis 1989, il faut attendre le 20 juillet 1992 pour qu'un match soit disputé entre une sélection biélorusse et une ancienne république de l'URSS : la Lituanie. Le match qui se joue au Žalgirio stadionas à Vilnius se solde par un match nul (1-1) entre les deux équipes. La fédération s'affilie avec la Fédération internationale de football association (FIFA) en 1992, puis devient membre de l'Union des associations européennes de football (UEFA) l'année suivante. Son premier match officiel intervient en octobre 1992 avec la réception de l'Ukraine en match amical à Minsk au Stade Dinamo devant près de 10 000 spectateurs. Malgré l'ouverture du score des biélorusses par l’intermédiaire de Sergueï Gotsmanov peu après la mi-temps, l'équipe d'Ukraine égalise grâce à Yuriy Maksymov à la 78e minute.
Le 3 septembre 2010, lors des éliminatoires de l'Euro 2012, elle crée la surprise en battant l'équipe de France 1 à 0 au Stade de France, grâce à un but de Sergey Kislyak en toute fin de match.
Lors de l'édition 2018-2019 de Ligue des nations, la Biélorussie, placée dans le groupe 2 de la Ligue D, obtient sa promotion en Ligue C pour l'édition suivante en remportant sa poule avec 14 points grâce à 4 victoires et 2 matchs nuls en 6 rencontres. En outre cette position permet à la Biélorussie, seulement 4e d'un groupe de qualification pour l'Euro 2021 particulièrement relevé avec 4 points ; de participer aux barrages au sein de la voie D en vue d'une qualification pour le premier Championnat d'Europe de son histoire. Le 8 octobre 2020, en demi-finale de barrage, la Biélorussie s'incline en Géorgie (0-1) sur un penalty transformé à la 7e minute de jeu par Tornike Okriashvili.
Lors de l'édition 2020-2021 de Ligue des nations, la Biélorussie ne peut enchaîner une seconde promotion consécutive en Ligue B puisqu'elle termine 2e de son groupe derrière l'Albanie, contre laquelle elle s'incline à deux reprises (0-2 à domicile à l'aller, 2-3 à l'extérieur au retour) pour un bilan final de 3 victoires, un nul et 2 défaites contre les Albanais.

## Résultats

### Parcours en Coupe du monde
| Année | Position                   |      | Année                      | Position |               | Année | Position |
| 1930  | Membre de Union soviétique | 1974 | Membre de Union soviétique | 2010     | Non qualifiée |       |          |
| 1934  | Membre de Union soviétique | 1978 | Membre de Union soviétique | 2014     | Non qualifiée |       |          |
| 1938  | Membre de Union soviétique | 1982 | Membre de Union soviétique | 2018     | Non qualifiée |       |          |
| 1950  | Membre de Union soviétique | 1986 | Membre de Union soviétique | 2022     | Non qualifiée |       |          |
| 1954  | Membre de Union soviétique | 1990 | Membre de Union soviétique | 2026     | À venir       |       |          |
| 1958  | Membre de Union soviétique | 1994 | Non inscrite               | 2030     | À venir       |       |          |
| 1962  | Membre de Union soviétique | 1998 | Non qualifiée              | 2034     | À venir       |       |          |
| 1966  | Membre de Union soviétique | 2002 | Non qualifiée              |          |               |       |          |
| 1970  | Membre de Union soviétique | 2006 | Non qualifiée              |          |               |       |          |

| Phase finale | Phase finale               | Phase qualificative        | Phase qualificative        | Phase qualificative        | Phase qualificative        | Phase qualificative        | Phase qualificative        | Phase qualificative        | Phase qualificative        | Phase qualificative        |
| Année        | Position                   | Pos                        | Pts                        | J                          | V                          | N                          | D                          | BP                         | BC                         | Diff                       |
| ------------ | -------------------------- | -------------------------- | -------------------------- | -------------------------- | -------------------------- | -------------------------- | -------------------------- | -------------------------- | -------------------------- | -------------------------- |
| 1930-1990    | Membre de Union soviétique | Membre de Union soviétique | Membre de Union soviétique | Membre de Union soviétique | Membre de Union soviétique | Membre de Union soviétique | Membre de Union soviétique | Membre de Union soviétique | Membre de Union soviétique | Membre de Union soviétique |
| 1994         | Non inscrite               | Non inscrite               | Non inscrite               | Non inscrite               | Non inscrite               | Non inscrite               | Non inscrite               | Non inscrite               | Non inscrite               | Non inscrite               |
| 1998         | Non qualifiée              | 6e                         | 4                          | 10                         | 1                          | 1                          | 8                          | 5                          | 21                         | -16                        |
| 2002         | Non qualifiée              | 3e                         | 15                         | 10                         | 4                          | 3                          | 3                          | 12                         | 11                         | +1                         |
| 2006         | Non qualifiée              | 5e                         | 10                         | 10                         | 2                          | 4                          | 4                          | 12                         | 14                         | -2                         |
| 2010         | Non qualifiée              | 4e                         | 13                         | 10                         | 4                          | 1                          | 5                          | 19                         | 14                         | +5                         |
| 2014         | Non qualifiée              | 5e                         | 4                          | 8                          | 1                          | 1                          | 6                          | 7                          | 16                         | -9                         |
| 2018         | Non qualifiée              | 6e                         | 5                          | 10                         | 1                          | 2                          | 7                          | 6                          | 21                         | -15                        |
| 2022         | Non qualifiée              | 5e                         | 3                          | 8                          | 1                          | 0                          | 7                          | 7                          | 24                         | -17                        |
| 2026         | À venir                    | À venir                    | À venir                    | À venir                    | À venir                    | À venir                    | À venir                    | À venir                    | À venir                    | À venir                    |

### Parcours en Championnat d'Europe
| Année | Position                   |      | Année                      | Position |               | Année | Position |
| 1960  | Membre de Union soviétique | 1988 | Membre de Union soviétique | 2016     | Non qualifiée |       |          |
| 1964  | Membre de Union soviétique | 1992 | Membre de Union soviétique | 2020     | Non qualifiée |       |          |
| 1968  | Membre de Union soviétique | 1996 | Non qualifiée              | 2024     | Non qualifiée |       |          |
| 1972  | Membre de Union soviétique | 2000 | Non qualifiée              | 2028     | À venir       |       |          |
| 1976  | Membre de Union soviétique | 2004 | Non qualifiée              | 2032     | À venir       |       |          |
| 1980  | Membre de Union soviétique | 2008 | Non qualifiée              |          |               |       |          |
| 1984  | Membre de Union soviétique | 2012 | Non qualifiée              |          |               |       |          |

| Phase finale | Phase finale               | Phase qualificative        | Phase qualificative        | Phase qualificative        | Phase qualificative        | Phase qualificative        | Phase qualificative        | Phase qualificative        | Phase qualificative        | Phase qualificative        |
| Année        | Position                   | Pos                        | Pts                        | J                          | V                          | N                          | D                          | BP                         | BC                         | Diff                       |
| ------------ | -------------------------- | -------------------------- | -------------------------- | -------------------------- | -------------------------- | -------------------------- | -------------------------- | -------------------------- | -------------------------- | -------------------------- |
| 1960-1992    | Membre de Union soviétique | Membre de Union soviétique | Membre de Union soviétique | Membre de Union soviétique | Membre de Union soviétique | Membre de Union soviétique | Membre de Union soviétique | Membre de Union soviétique | Membre de Union soviétique | Membre de Union soviétique |
| 1996         | Non qualifiée              | 4e                         | 11                         | 10                         | 3                          | 2                          | 5                          | 8                          | 13                         | -5                         |
| 2000         | Non qualifiée              | 5e                         | 3                          | 8                          | 0                          | 3                          | 5                          | 4                          | 10                         | -6                         |
| 2004         | Non qualifiée              | 5e                         | 3                          | 8                          | 1                          | 0                          | 7                          | 4                          | 20                         | -16                        |
| 2008         | Non qualifiée              | 4e                         | 13                         | 12                         | 4                          | 1                          | 7                          | 17                         | 23                         | -6                         |
| 2012         | Non qualifiée              | 4e                         | 13                         | 10                         | 3                          | 4                          | 3                          | 8                          | 7                          | +1                         |
| 2016         | Non qualifiée              | 4e                         | 11                         | 10                         | 3                          | 2                          | 5                          | 8                          | 14                         | -6                         |
| 2021         | Non qualifiée              | 4e                         | 4                          | 8                          | 1                          | 1                          | 6                          | 4                          | 16                         | -12                        |
| 2024         | Non qualifiée              | 4e                         | 12                         | 10                         | 3                          | 3                          | 4                          | 9                          | 14                         | -5                         |

### Parcours en Ligue des nations de l'UEFA
| Édition   | Ligue | Phase de groupes | Phase de groupes | Phase de groupes | Phase de groupes | Phase de groupes | Phase de groupes | Phase de groupes | Phase finale | Phase finale | Phase finale | Phase finale | Phase finale | Phase finale | Phase finale | Phase finale | Phase finale |
| Édition   | Ligue | Class.           | J                | V                | N                | D                | BP               | BC               | Pays hôte    | Résultat     | J            | V            | N            | D            | BP           | BC           | Diff         |
| --------- | ----- | ---------------- | ---------------- | ---------------- | ---------------- | ---------------- | ---------------- | ---------------- | ------------ | ------------ | ------------ | ------------ | ------------ | ------------ | ------------ | ------------ | ------------ |
| 2018-2019 | D     | 1/4              | 6                | 4                | 2                | 0                | 10               | 0                | 2019         | Inéligible   | Inéligible   | Inéligible   | Inéligible   | Inéligible   | Inéligible   | Inéligible   | Inéligible   |
| 2020-2021 | C     | 2/4              | 6                | 3                | 1                | 2                | 10               | 8                | 2021         | Inéligible   | Inéligible   | Inéligible   | Inéligible   | Inéligible   | Inéligible   | Inéligible   | Inéligible   |
| 2022-2023 | C     | 4/4              | 6                | 0                | 3                | 3                | 3                | 7                | 2023         | Inéligible   | Inéligible   | Inéligible   | Inéligible   | Inéligible   | Inéligible   | Inéligible   | Inéligible   |
| 2024-2025 | C     | 3/4              | 6                | 1                | 4                | 1                | 3                | 4                | 2025         | Inéligible   | Inéligible   | Inéligible   | Inéligible   | Inéligible   | Inéligible   | Inéligible   | Inéligible   |
| Total     | Total | Total            | 24               | 8                | 10               | 6                | 26               | 19               | Total        | Total        | 0            | 0            | 0            | 0            | 0            | 0            | 0            |

## Joueurs
| Rang | Sélections | Joueur              | Carrière  | Buts |
| ---- | ---------- | ------------------- | --------- | ---- |
| 1    | 102        | Aliaksandr Kulchy   | 1996-2012 | 5    |
| 2    | 80         | Aliaksandr Hleb     | 2001-2019 | 6    |
| 2    | 80         | Sergueï Gurenko     | 1994-2006 | 3    |
| 4    | 78         | Sergueï Kornilenko  | 2003-2016 | 17   |
| 5    | 76         | Timofei Kalachev    | 2004-2016 | 10   |
| 6    | 75         | Aleks Martynovitch  | 2009-2020 | 2    |
| 7    | 74         | Sergey Kislyak      | 2009-2021 | 9    |
| 7    | 74         | Sergueï Omelyanchuk | 2002-2011 | 1    |
| 9    | 71         | Sergueï Shtaniuk    | 1995-2007 | 3    |
| 10   | 68         | Stanislav Dragun    | 2011-2020 | 11   |

| Rang | Buts | Joueur             | Carrière  | Sélections | Ratio |
| ---- | ---- | ------------------ | --------- | ---------- | ----- |
| 1    | 20   | Maksim Romaschenko | 1998-2008 | 64         | 0,31  |
| 2    | 17   | Sergueï Kornilenko | 2003-2016 | 78         | 0,22  |
| 3    | 13   | Vitali Koutouzov   | 2002-2011 | 52         | 0,25  |
| 4    | 12   | Vyacheslav Hleb    | 2004-2011 | 45         | 0,27  |
| 5    | 11   | Stanislav Dragun   | 2011-2020 | 68         | 0,16  |
| 6    | 10   | Roman Vasilyuk     | 2000-2008 | 24         | 0,42  |
| 6    | 10   | Vitali Rodionov    | 2007-2017 | 48         | 0,21  |
| 6    | 10   | Valentin Belkevich | 1992-2005 | 56         | 0,18  |
| 6    | 10   | Timofei Kalachev   | 2004-2016 | 76         | 0,13  |
| 10   | 9    | Sergey Kislyak     | 2009-2021 | 74         | 0,12  |

## Sélectionneurs
Les sélectionneurs en italique ont assuré un intérim. 
| Sélectionneur          | Période                     | M   | V  | N  | D   | V. %  |
| ---------------------- | --------------------------- | --- | -- | -- | --- | ----- |
| Mikhaïl Vergueïenko    | octobre 1992-mai 1994       | 4   | 0  | 3  | 1   | 0     |
| Sergueï Borovski       | août 1994-octobre 1996      | 22  | 4  | 8  | 10  | 18,2  |
| Mikhaïl Vergueïenko    | janvier 1997-septembre 1999 | 20  | 2  | 3  | 15  | 10    |
| Sergueï Borovski       | octobre 1999-juin 2000      | 4   | 0  | 1  | 3   | 0     |
| Eduard Malofeev        | août 2000-juin 2003         | 22  | 10 | 5  | 7   | 45,5  |
| Valeri Streltsov (en)  | septembre 2002              | 1   | 0  | 0  | 1   | 0     |
| Anatoli Baïdatchny     | août 2003-décembre 2005     | 22  | 10 | 4  | 8   | 45,5  |
| Iouri Pountous (en)    | février 2006-juillet 2007   | 14  | 3  | 4  | 7   | 21,4  |
| Bernd Stange           | juillet 2007-novembre 2011  | 49  | 17 | 14 | 18  | 34,7  |
| Georgi Kondratiev      | décembre 2011-octobre 2014  | 28  | 9  | 8  | 11  | 32,1  |
| Andreï Zygmantovitch   | octobre 2014-novembre 2014  | 2   | 1  | 0  | 1   | 50    |
| Aliaksandr Khatskevich | décembre 2014-décembre 2016 | 18  | 6  | 6  | 6   | 33,3  |
| Igor Kriouchenko       | mars 2017-juin 2019         | 25  | 8  | 4  | 13  | 32    |
| Mikhaïl Markhel (en)   | juillet 2019-2021           | 19  | 7  | 3  | 9   | 36,84 |
| Oleg Radushko (en)     | 2021                        | 1   | 0  | 0  | 1   | 0     |
| Georgi Kondratiev      | 2021-2023                   | 21  | 5  | 3  | 13  | 23,8  |
| Carlos Alos            | depuis 2023                 | 20  | 6  | 8  | 6   | 30    |
| Total                  | Total                       | 292 | 88 | 74 | 130 | 30,13 |

## Statistiques et records

### Classements FIFA
| Année                | 1993 | 1994 | 1995 | 1996 | 1997 | 1998 | 1999 | 2000 | 2001 | 2002 | 2003 | 2004 | 2005 | 2006 | 2007 | 2008 | 2009 | 2010 | 2011 | 2012 | 2013 | 2014 | 2015 | 2016 | 2017 | 2018 | 2019 | 2020 | 2021 | 2022 | 2023 | 2024 |
| -------------------- | ---- | ---- | ---- | ---- | ---- | ---- | ---- | ---- | ---- | ---- | ---- | ---- | ---- | ---- | ---- | ---- | ---- | ---- | ---- | ---- | ---- | ---- | ---- | ---- | ---- | ---- | ---- | ---- | ---- | ---- | ---- | ---- |
| Classement mondial   | 137  | 121  | 88   | 90   | 110  | 104  | 95   | 96   | 85   | 74   | 90   | 69   | 61   | 70   | 60   | 84   | 80   | 38   | 64   | 65   | 81   | 99   | 67   | 74   | 92   | 76   | 87   | 88   | 94   | 97   | 95   | 98   |
| Classement en Europe | 42   | 43   | 38   | 38   | 43   | 44   | 43   | 43   | 36   | 34   | 37   | 31   | 29   | 34   | 35   | 38   | 39   | 23   | 32   | 30   | 37   | 38   |      |      |      |      |      |      | 41   | 41   | 41   | 40   |

| Légende du classement mondial : Légende du classement européen : | - de 1 à 10 - de 1 à 10 | - de 11 à 79 - de 11 à 39 | - de 80 à 149 - de 40 à 50 |